# آگوستاوستلند ای‌دابلیو۱۶۹
آگوستاوستلند ای‌دابلیو۱۶۹ (به انگلیسی: AgustaWestland AW169) یک هواگرد ساختِ کارخانهٔ آگوستاوستلند است. این هواگرد برای نخستین بار در ۱۰ مه ۲۰۱۲ میلادی مورد استفاده قرار گرفت.